# Foho Seserai
Der Foho Seserai (kurz Seserai) ist ein osttimoresischer Berg im Verwaltungsamt Maubara (Gemeinde Liquiçá). Er hat eine Höhe von 546 m und befindet sich im Zentrum der Aldeia Palistla im Suco Gugleur. Auf dem Berg liegt das Dorf Palistla. Westlich des Berges fließt der Fluss Baulu. Östlich liegt das Tal von dessen Nebenfluss, des Paroho.